# Sali (Armênia)
Sali (em armênio: Սալլի; romaniz.: Salli) é uma aldeia do município de Eleguis, da província de Vaiose Zor, na Armênia. De acordo com o censo de 2011, havia 220 habitantes.

## História
Sali está localizada a cerca de 14 quilômetros a nordeste da cidade de Eleguenazor, na margem do rio Sulema, no lado direito da estrada de Eleguenazor-Marturi. Ao nordeste, estão ruínas do antigo centro urbano, hoje abandonado. Na colina de Motique, até o início do século XX, havia vários cachecares e pedestais de cachecares. Segundo Sargis Barxudaryan, um deles celebrava o nome do historiador Estêvão Orbeliano (século XIII). Em 1839, 1873, 1897, 1926, 1931, 1939, 1959, 1970, 1979 e 1989, respectivamente, tinha 77, 422, 668, 291, 344, 497, 296, 355, 329 e 167 habitantes, a maioria dos quais descendentes de imigrantes de aldeias próximas a Coi e Salmas, no atual Irã, que chegaram em 1828. Economicamente, esteve associada à vizinha Caragluque. Em termos de infraestrutura, conta com uma escola primária, um clube, uma biblioteca e um posto de serviços públicos. Ao norte da aldeia estão uma igreja em ruínas e a aldeia de Sali.